# Governo Li Jong-ok
Il governo Li Jong-ok è stato il quarto esecutivo della Repubblica Popolare Democratica di Corea, in carica dal 16 dicembre 1977 al 27 gennaio 1984, col sostegno del Fronte Democratico per la Riunificazione della Patria.

## Appoggio parlamentare
| Assemblea popolare suprema | Assemblea popolare suprema                     | Seggi |
| -------------------------- | ---------------------------------------------- | ----- |
|                            | Partito del Lavoro di Corea Totale maggioranza | 127   |
|                            | Indipendenti Totale opposizione                | 452   |
| Totale                     | Totale                                         | 579   |

| Assemblea popolare suprema | Assemblea popolare suprema                     | Seggi |
| -------------------------- | ---------------------------------------------- | ----- |
|                            | Partito del Lavoro di Corea Totale maggioranza | 615   |
|                            | Indipendenti Totale opposizione                | 0     |
| Totale                     | Totale                                         | 615   |